# أسطورة الإسكندر السريانية
أسطورة الإسكندر السرياني أو أسطورة الإسكندر الآشوري (المعروفة بالسريانية باسم انتصار الإسكندر"، المسمى في طبعة بودج باسم "أسطورة مسيحية تتعلق بالإسكندر" أو "أسطورة الإسكندر السريانية المسيحية" (CSAL))، هو سرد أسطوري سرياني لمآثر الإسكندر الأكبر أُلِّفَت في القرن السادس أو السابع. ولأول مرة في هذا النص، تم دمج موضوعات بوابات الإسكندر، والغزو المروع، والقبائل البربرية يأجوج وماجوج في قصة واحدة. ستستمر الأسطورة في التأثير على الأدب السرياني حول الإسكندر، كما هو الحال في أغنية الإسكندر. كما أنها ستمارس تأثيرًا قويًا على الأدبيات اللاحقة المتعلقة بنهاية العالم ، مثل سفر الرؤيا الذي كتبه ميثوديوس الزائف في أواخر القرن السابع. ويرى الأوروبيين أن ذي القرنين بالتالي تٌشير إلى الإسكندر الأكبر.
يرى البعض أن الأسطورة مستقلة عن قصة الإسكندر، بينما يعتبرها آخرون شكلًا أعيد تشكيله بشكل كبير منها. تظهر الأسطورة ملحقًا في مخطوطات قصة الإسكندر السريانية، ولكن هذا عمل محررين لاحقين ولا يعكس علاقة أصلية بين الاثنين. تم حفظ النص في خمس مخطوطات متأخرة، أقدمها تم تجميعها في عامي 1708-1709.

## التأريخ
الإجماع القديم، منذ ثيودور نولدكه ، وضع أصل أسطورة الإسكندر السريانية في شمال بلاد ما بين النهرين في حوالي 629-630 م، بعد وقت قصير من هزيمة هرقل للساسانيين. وفي السنوات الأخيرة، قام العديد من المؤرخين بإعادة تقييم تاريخ النص. كان أساس التأريخ الأصلي هو نبوءة التنبؤ من الحدث [الإنجليزية]، والتي تم وضع نهايتها حوالي عام 630. وقد أدى إعادة تحليل التسلسل الزمني الداخلي للنص إلى وضع نهاية هذه النبوءة في عام 614. كان النهج الأكثر شيوعًا في السنوات الأخيرة هو إعادة التأكيد على نبوءة ثانية سابقة من نفس نوع التنبؤ من الحدث والتي تصف حدثًا وقع في عام 514/5. وقد زعم العديد من العلماء منذ ذلك الحين أن النص قد تم تأليفه في الأصل في أعقاب هذا الحدث، من أوائل إلى منتصف القرن السادس الميلادي (ربما في عهد الإمبراطور البيزنطي جستنيان الأول)، وأن النبوءة الثانية واللاحقة كانت عبارة عن استيفاء متسرع للنص في سياق الحرب البيزنطية الساسانية من 602 إلى 628 ، من المحتمل أن يتم إعادة إشعال فائدته دعائيًا لموقف الحرب الحالي.
وبعيدًا عن تاريخ كتابة النص، فقد زعم آخرون أيضًا أن محتويات الأسطورة من المحتمل أن تكون قد تم تداولها شفهيًا لعدة عقود قبل وضعها في شكل مكتوب.

## الحبكة
يمكن تقسيم حبكة الأسطورة إلى ثلاثة أقسام رئيسة:
- القسم الأول. يدعو الإسكندر مجلسه ليعلن عن رغبته في استكشاف أقصى أجزاء العالم. تم تحذيره من المشاكل التي سوف يواجهها، لكنه قرر أن يمر بها على أي حال. يعد الله بأنه سيجلب العالم تحت سيطرته ويجمع جيشًا ويرسله إلى مصر حيث يجند الحدادين وعمال المعادن. ثم يسافر إلى البحر النتن لكنه يجد أنه من المستحيل عبوره. ويجد "نافذة السماء" التي تسمح له بالسفر من المكان الذي تغرب فيه الشمس إلى المكان الذي تشرق فيه الشمس.
- القسم الثاني ينتقل الإسكندر من مكان غروب الشمس إلى شروقها، ويبدأ القسم عندما يكون في منطقة شروق الشمس، في الشرق الأقصى. ومن هناك يتجه غربًا إلى بلاد ما بين النهرين والقوقاز . ويقيم معسكره في أحد الجبال، لكن وفداً محلياً من الشيوخ يقابله ليخبره أن المنطقة التي خيم فيها تقع تحت سيطرة توبارلاك، الإمبراطور الفارسي . وفي حواره مع الشيوخ يسألهم عن ما يوجد وراء الجبل. ويصفون له قبيلة البربر المعروفة باسم الهون ، والتي يُذكر منها يأجوج وماجوج كاثنين من ملوكها. قرر إغلاق هذه القبائل، فاستعان بمساعدة الحدادين وعمال المعادن الذين جندهم في مصر لبناء جدار بين جبلين مصنوع من الحديد والبرونز. بعد اكتمال البناء، ينقل الإسكندر نبوءة عن تاريخين مستقبليين، تم تحديدهما في عام 826 قبل الميلاد (514-515 ميلادي) و940 قبل الميلاد (628-629 ميلادي)، حيث سيقوم الهون باختراق البوابة وبدء نهاية العالم. سوف ينشأ صراع عالمي يخرج منه الرومان منتصرين ويسيطرون على العالم أجمع.
- القسم الثالث يخبر السكان المحليون توبارلاك عن المكان الذي أقام فيه الإسكندر معسكره. يستدعي توبارلاك جيشًا ويتقدم نحو الإسكندر؛ ومع ذلك، من خلال التدخل الإلهي، يتم إعلام الإسكندر باقتراب توبارلاك. يصلي الإسكندر إلى الله من أجل النصر على الرغم من قلة عدد جنوده، حيث يبلغ عدد جنوده عُشر جنود توبارلاك. يُستجاب لدعائه، وخلال المعركة يلعب الله دورًا فعالًا في هزيمة الفرس. يتنبأ منجمو توبارلاك أنه في نهاية العالم، سيتم تدمير بلاد فارس وسيستولي الرومان عليها. بعد انتصاره، يسافر الإسكندر إلى القدس حيث يصلي أمام الله. وأخيرًا يعود إلى الإسكندرية .

## الزخارف والتأثيرات

### أبواب الإسكندر
أسطورة الإسكندر السريانية المسيحية القديمة المتأخرة حولت بوابات الإسكندر إلى حاجز رهيب بناه الإسكندر في القوقاز لمنع دخول أمتين يُدعون يأجوج ومأجوج. كان هذا التطور مستوحى من بعض عناصر السياق التاريخي، بما في ذلك الخوف من الجحافل الشمالية، ومجموعة متنوعة من التحصينات الفارسية التي كان المقصود منها إغلاق حركة البدو الرحل، والتفكير والمواقف الأخروية في ذلك الوقت. في بدايتها، تسجل أسطورة الإسكندر السريانية (المعروفة أيضًا باسم النيشانة ) قيام الإسكندر ببناء جدار من الحديد لمنع غزو قبائل أتراك الهون الذي من شأنه أن يؤدي إلى نهب الشعوب والبلدان. وأمر الإسكندر ببناء البوابة من الحديد والبرونز، فجند ثلاثة آلاف حداد لعمل الحديد والبرونز، وثلاثة آلاف رجل آخرين لعمل الحديد والبرونز. ومع ذلك، كان يُعتقد أن القبائل البربرية ستنجح في تحقيق اختراق خلال نهاية العالم. وُصفت أبعاد البوابة وخصائصها بالتفصيل، وقيل إن الإسكندر وضع عليها نقشًا نصه: "سيخرج الهون ويخضعون بلاد الرومان والفرس؛ سيرمون سهامهم بالرماح، ثم يعودون ويدخلون بلادهم. علاوة على ذلك، كتبتُ أنه في نهاية ثمانمائة وستة وعشرين عامًا، سيخرج الهون عبر الطريق الضيق..." (يستمر النقش لعدة صفحات أخرى). ترتبط هذه النبوءة التي بموجبها يخترق الهون البوابات بغزو شعب سابير في عام 515 م، حيث تستخدم النصوص السريانية نظام التقويم السلوقي الذي بدأ في 1 أكتوبر 312 قبل الميلاد؛ وبطرح 311 أو 312، يتم الوصول إلى تاريخ 514/5، وهو ما يمثل حدثًا طارئًا. تظهر نبوءة ثانية عن غزو في عام 940 قبل الميلاد، تشير إلى عام 628/9 بعد الميلاد وتتوافق مع غزو أرمينيا من قبائل أتراك الخزر (لا ينبغي الخلط بينه وبين الإشارة إلى الأتراك والتي قد لا تحدث في هذا النوع من الأدب حتى القرن التاسع)، على الرغم من أن هذا اُستُوفيَ في النص أثناء حكم هرقل لتحديث السرد للموقف السياسي المعاصر.

### قرون الإسكندر
تم وصف قرون الإسكندر مرتين في الأسطورة. الأول أثناء صلاة الإسكندر :
"فأنحنى الملك الإسكندر وقال ساجداً: "يا الله، سيد الملوك والقضاة، أنت الذي تقيم الملوك وتزيل سلطانهم، إنني أدرك في ذهني أنك جعلتني عظيماً بين جميع الملوك، وأنك جعلت قروناً تنمو على رأسي، حتى أتمكن من نطح بها ممالك العالم. أعطني القوة من سماء قدسك، حتى أتمكن من الحصول على قوة أعظم من ممالك العالم، وأذلهم وأمجد اسمك إلى الأبد، يا رب!
أما الإشارة الثانية فتأتي نحو نهاية النص عندما يتحدث الله إلى الإسكندر ويخبره أنه أعطاه قرنين ليستخدمهما كسلاح ضد الممالك الدنيوية الأخرى  :
لقد جعلتك عظيما بين جميع الملوك، وأنبتت على رأسك قرونا من حديد، لكي تنطح بها ممالك العالم.
إن الصورة ذات القرنين في أسطورة الإسكندر السرياني تجمع عناصر من البشيطة في سفر الملوك الأول 22: 11/ أخبار الأيام الثاني 18: 10، ميخا 4: 13، والكبش ذو القرنين في سفر دانيال 8. على وجه الخصوص، من المرجح أن يكون المصطلح المستخدم في الأسطورة للقرنين، qrntʾ ، مستوحى من ظهور qrntʾ في البشيطة (الترجمة السريانية القياسية) لدانيال 8: 3. 

### يأجوج وماجوج

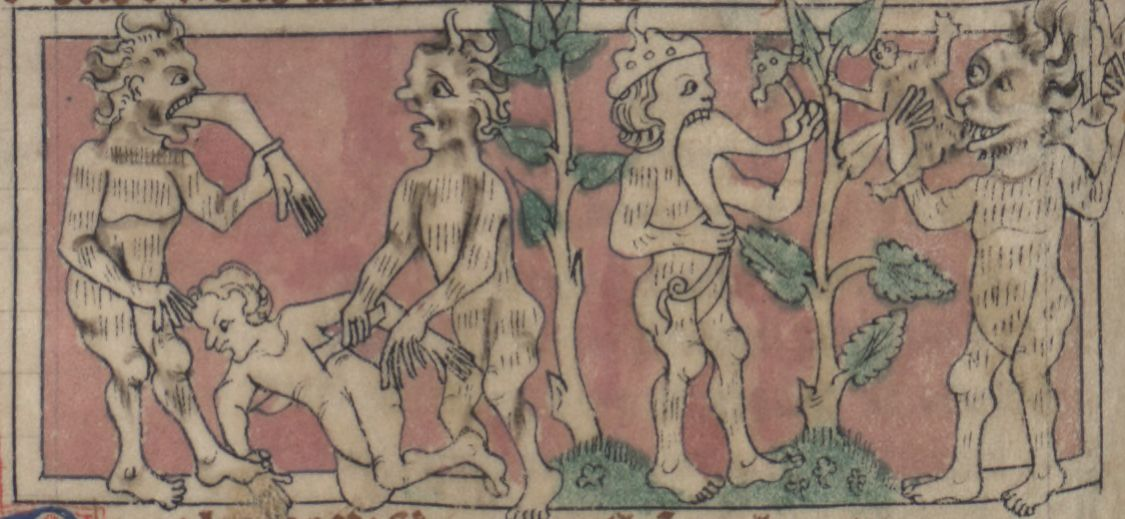
يأجوج وماجوج يأكلون البشر.

تعتبر الأسطورة أول عمل يربط بين أبواب الإسكندر وفكرة أن يأجوج ومأجوج مقدر لهم أن يلعبوا دورًا في نهاية العالم. في الأسطورة، يأجوج وماجوج يظهرون كملوك للأمم الهونية. تزعم الأسطورة أن الإسكندر نقش نبوءات على وجه البوابة، تشير إلى التاريخ الذي سيخترق فيه هؤلاء الهون، المكونون من 24 دولة، البوابة ويستعبدون الجزء الأعظم من العالم.
مادة يأجوج ومأجوج، والتي انتقلت إلى نسخة عربية مفقودة، والنسخ الإثيوبية والشرقية اللاحقة من رواية الإسكندر. وقد وجد أيضًا أنها تشبه إلى حد كبير قصة ذي القرنين في القرآن الكريم (انظر: الإسكندر الأكبر في القرآن الكريم ).
يُعتبر كتاب نهاية العالم المنحول لميثوديوس، المكتوب أصلاً باللغة السريانية، مصدر حكاية يأجوج ومأجوج المدمجة في النسخ الغربية من رواية الإسكندر. يعتبر كتاب ميثوديوس الزائف (القرن السابع  ) أول مصدر في التقليد المسيحي لعنصر جديد: جبلين يتحركان معًا لتضييق الممر، والذي تم إغلاقه بعد ذلك ببوابة ضد يأجوج وماجوج. توجد هذه الفكرة أيضًا في القرآن الكريم (609–632 CE), ووجدت طريقها في قصة الإسكندر الغربية.

#### قصة الإسكندر الغربية
لم يتم العثور على أسطورة يأجوج وماجوج هذه في الإصدارات السابقة من رواية الإسكندر التي كتبها بسيودو كاليسثينيس، والتي يرجع تاريخ أقدم مخطوطاتها إلى القرن الثالث، ولكنها كانت عبارة عن إضافة إلى المراجعات التي أجريت حول القرن الثامن. في أحدث وأطول نسخة يونانية تم وصف الأمم غير النظيفة، والتي تشمل القوط والماجوث كملوك لهم، والذين اعتاد شعبهم على أكل الديدان والكلاب والجثث البشرية والأجنة. وكانوا متحالفين مع البلسريين من بيثينيا في شمال تركيا الحالية، وختمت ما وراء "ثديي الشمال"، وهي زوج من الجبال على بعد خمسين يومًا من المسيرة نحو الشمال.
يظهر يأجوج وماجوج في إصدارات فرنسية قديمة لاحقة إلى حد ما من الرواية. في النص رومان د'الإسكندر ، الفرع الثالث، من لامبيرت لو تورت (حوالي 1170)، كان يأجوج وماجوج ("جوس ومارجوس"، "جوت ومارجوت") تابعين لبوروس، ملك الهند، حيث قدموا قوة مساعدة قوامها 400000 رجل. هزمهم الإسكندر، وهربوا عبر ممر في جبال طوس (أو طورس)،  وتم حصارهم من جدار أُقيم هناك، واستمر حتى ظهور المسيح الدجال. يخبرنا الفرع الرابع من الدورة الشعرية أن مهمة حراسة يأجوج وماجوج، بالإضافة إلى حكم سوريا وفارس، كانت موكلة إلى أنتيجونوس، أحد خلفاء الإسكندر.

## طالع أيضًا
- أبواب الإسكندر

## ملحوظات
1. ↑  Also called Christian Legend concerning Alexander, ed. tr. by E. A. Wallis Budge. It has a long full-title, which in shorthand reads "An exploit of Alexander.. how.. he made a gate of iron, and shut it [against] the Huns".
2. ↑  The first invasion, prophesied to occur 826 years after Alexander predicted, has been worked out to fall on 1 October 514; the second invasion on A.D. 629 (Boyle 1979، صفحة 124).
3. ↑  The Ethiopic version derives from the lost Arabic version (Boyle 1979، صفحة 133).
4. ↑  Recension ε
5. ↑  Recension γ
6. ↑  Alexander's prayer caused the mountains to move nearer, making the pass narrower, facilitating his building his gate. This is the aforementioned element first seen in pseudo-Methodius.
7. ↑  Gog and Magog being absent in the Alexandreis (1080) of Walter of Châtillon.
8. ↑  Note the change in loyalties. According to the Greek version, Gog and Magog served the Belsyrians, whom Alexander fought them after completing his campaign against Porus.
9. ↑  "Tus" in Iran, near the Caspian south shore, known as Susia to the Greeks, is a city in the itinerary of the historical Alexander. Meyer does not make this identification, and suspects a corruption of mons Caspius etc.
10. ↑  Branch III, laisses 124–128.